# Mokokchung
Mokokchung è una suddivisione dell'India, classificata come town committee, di 31.204 abitanti, capoluogo del distretto di Mokokchung, nello stato federato del Nagaland. In base al numero di abitanti la città rientra nella classe III (da 20.000 a 49.999 persone).

## Geografia fisica
La città è situata a 26° 19' 60 N e 94° 31' 60 E e ha un'altitudine di 1.096 m s.l.m..

## Società

### Evoluzione demografica
Al censimento del 2001 la popolazione di Mokokchung assommava a 31.204 persone, delle quali 17.140 maschi e 14.064 femmine. I bambini di età inferiore o uguale ai sei anni assommavano a 3.277, dei quali 1.710 maschi e 1.567 femmine. Infine, coloro che erano in grado di saper almeno leggere e scrivere erano 26.132, dei quali 14.400 maschi e 11.732 femmine.